# Pteropus anetianus
Pteropus anetianus е вид бозайник от семейство Плодоядни прилепи (Pteropodidae). Видът е световно застрашен, със статут Уязвим.

## Разпространение
Разпространен е във Вануату.